# 毕彦超
毕彦超（？—），女，汉族，中华人民共和国政治人物。现任北京师范大学教授，博士生导师，中国神经科学学会理事。第十四届全国政协委员。